# Лень Юрій Олександрович
Юрій Олександрович Лень (нар. 30 червня 1965, Київ, УРСР) — український футболіст, півзахисник. Згодом — футбольний арбітр та тренер.

## Життєпис

### Ігрова кар'єра
Перший тренер — Микола Кірсанов. Розпочав кар'єру футболіста в 1983 році виступаючи за аутсайдера другої ліги СРСР — черкаський «Дніпро». У команді провів півтора року, після чого перейшов до харківського «Металіста», де грав за дублюючий склад.
З 1986 року по 1987 рік був гравцем київського СКА. За підсумками 1986 року команда стала третьою в фінальному етапі Другої ліги, а вже в наступному сезоні вилетіла з турніру посівши останнє місце в таблиці. Взимку 1988 року став гравцем охтирського «Нафтовика». На зборах в Ялті Лень став автором дубля у ворота берлінського «Уніона». У сезоні 1989 року став найкращим бомбардиром команди з 14 забитими м'ячами. За охтирчан грав протягом двох років і провів понад дев'яносто матчів. У 1990 році виступав за вінницьку «Ниву» і хмельницьке «Поділля».
Виступав в останньому розіграші Другої нижчої ліги за рівненський «Авангард», який за підсумками сезону посів четверте місце. Разом з командою став фіналістом Кубка Української РСР, де «Авангард» поступився «Темпу» з Шепетівки. У наступному сезоні команда стала називатися «Верес». Перший розіграш Першої ліги України завершився перемогою «Вереса» у групі «А» і виходом до вищої ліги. Взимку 1993 року став гравцем кременчуцького «Кременя». У жовтні-листопаді 1994 року виступав за «Систему-Борекс» в Третій лізі. Після цього перейшов у луганське «Динамо», разом з яким став бронзовим призером другої ліги. Завершив кар'єру в 1996 році в клубі «Авангард-Індустрія» (Ровеньки).
Після закінчення кар'єри футболіста став футбольним арбітром. Спочатку діяв як лайнсмен. Працював на фінальній грі аматорського кубка України 1999 року. У 2001 році почав працювати головним арбітром на матчах другої ліги. Провів у цій якості більше шістдесяти ігор.

### Тренерська кар'єра
Пізніше перейшов на роботу дитячого тренера «Динамо» (Київ). Серед його вихованців такі футболісти як Орест Кузик, Юрій Климчук, Олександр Стеценко, Максим Казаков, В'ячеслав Лухтанов, Артур Рудько.
У 2008 році тренував групу 1992 року народження. У грудні 2011 року був направлений на стажування в амстердамський «Аякс». У 2012 році приводив своїх підопічних до перемоги на турнірі в Словаччині і бронзових нагород на Кубку Віктора Баннікова.
У 2013 році тренував команду «Динамо» 1999 року народження. Кияни ставали третіми в дитячо-юнацькій футбольній лізі України. Також в цьому році приводив своїх до підопічних до срібних нагород міжнародних турнірів у Москві й Ризі. Був визнаний найкращим тренером на Кубку голови КМДА.
Влітку 2014 року став головним тренером юнацької команди U-19. За підсумками сезону 2014/15 року його підопічні посіли друге місце юнацькому чемпіонаті України. У червні 2015 року залишив свій пост.
У січні 2016 року був головним тренером команди «Вишневе» на Меморіалі Макарова. Влітку 2016 року став головним тренером аматорської команди «Єдність». З 2017 року працює в клубі «Арсенал-Київ», де очолює команду U-19.
У вересні 2018 року після звільнення Фабріціо Раванеллі, Лень став тимчасовим виконувачем обов'язків головного тренера.